# ドルフィン・リング
「ドルフィン・リング」（Dolphin Ring）は、杏里29枚目のシングル。1993年4月7日発売。発売元はフォーライフ・レコード。

## 解説
- 「ドルフィン・リング」は、セシール第1回制作映画『結婚』（同年公開）の主題歌[2]。
- オリコンシングルチャートでは9位にランクイン。同チャートトップ10入りは、1984年に発売された「気ままにREFLECTION」以来9年ぶりで、現在のところ最後のランクイン作品となっている。

## 収録曲
作曲: ANRI 編曲:小倉泰治
1. ドルフィン・リング
  - 作詞：ANRI 編曲: 小倉泰治

映画『結婚』主題歌
2. MOVE ME(Remix)
  - 作詞：LINDA HENNRICK
3. ドルフィン・リング （ORIGINAL KARAOKE）

## 関連作品
- MOANA LANI (#2)
- 1/2&1/2 (#1)
- 16th Summer Breeze (#1,#2)
- Anri The Best (#1)
- R134 OCEAN DeLIGHTS (#1)
- ANRI AGAIN〜Best Of Myself (#1)
- Heart to Heart 〜with you〜 (#1)
- Surf & Tears (#1)